# Simply the Best (Black Eyed Peas, Anitta ed El Alfa)
Simply the Best è un singolo del gruppo musicale statunitense Black Eyed Peas, della cantante brasiliana Anitta e del rapper dominicano El Alfa, pubblicato il 28 ottobre 2022 come secondo estratto dal nono album in studio dei Black Eyed Peas Elevation.

## Video musicale
Il video è stato reso disponibile attraverso il canale YouTube dei Black Eyed Peas in concomitanza con l'uscita del singolo.

## Classifiche
| Classifica (2023) | Posizione massima |
| ----------------- | ----------------- |
| Bulgaria          | 9                 |
| Italia            | 95                |